# Calvos de Randín
Pour les articles homonymes, voir Calvos.

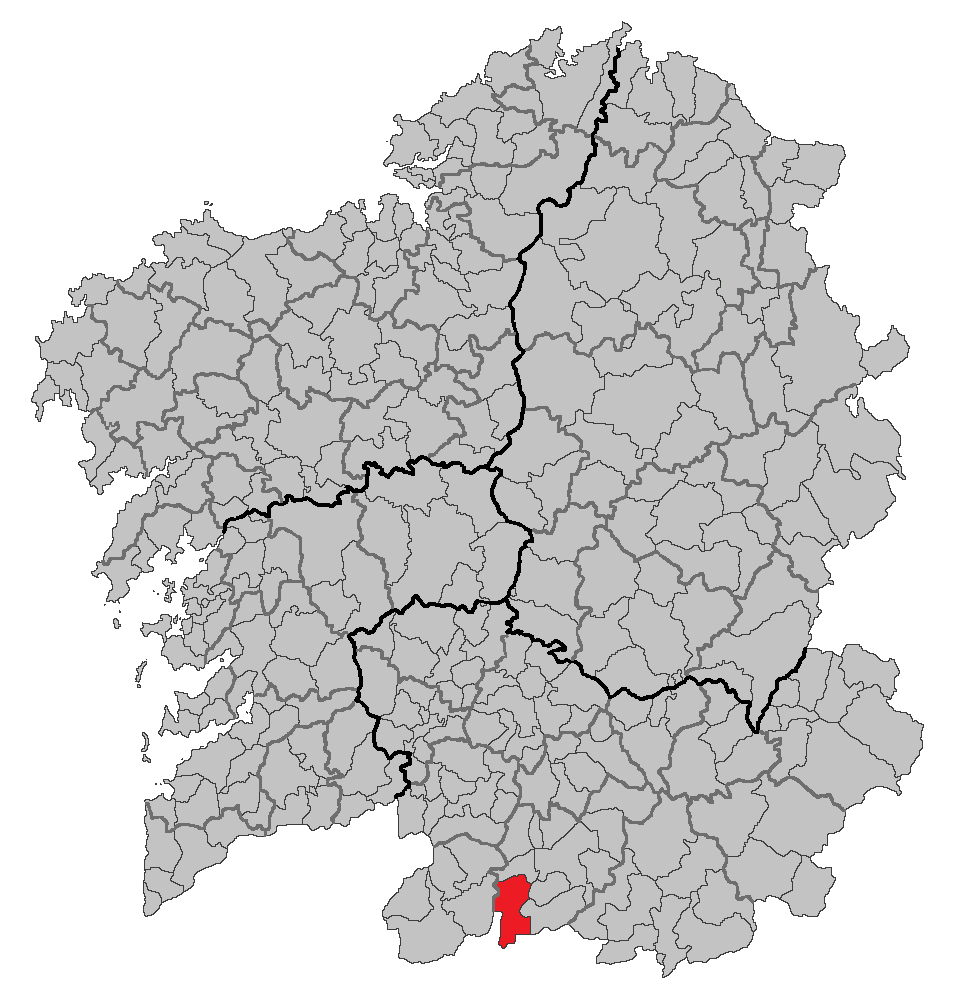
Localisation de Calvos de Randín en Galice.

Calvos de Randín est une commune de la province d'Orense en Galice (Espagne), appartenant à la comarque A Limia. Population recensée en 2007 : 1.110 habitants. Calvos de Randín est une commune frontière entre l'Espagne et le Portugal.Une partie du territoire de la commune, dans la paroisse de Rubiás dos Mixtos, et une partie du territoire de la commune voisine Baltar ont constitué durant plus de cinq siècles jusqu'au traité de Lisbonne en 1864, le Couto Mixto (en portugais Couto Misto). Le Couto Mixto était un petit territoire autonome des royaumes d'Espagne et du Portugal.

## Paroisses
La commune est composée de neuf paroisses : Calvos (Santiago), Castelaus (San Martiño), Feás (San Miguel), Golpellás (San Xoán), Lobás (San Vicente), Randín (San Xoán), Rioseco (Santa Mariña), Rubiás dos Mixtos (Santiago), Vila (Santa María).

## Galerie

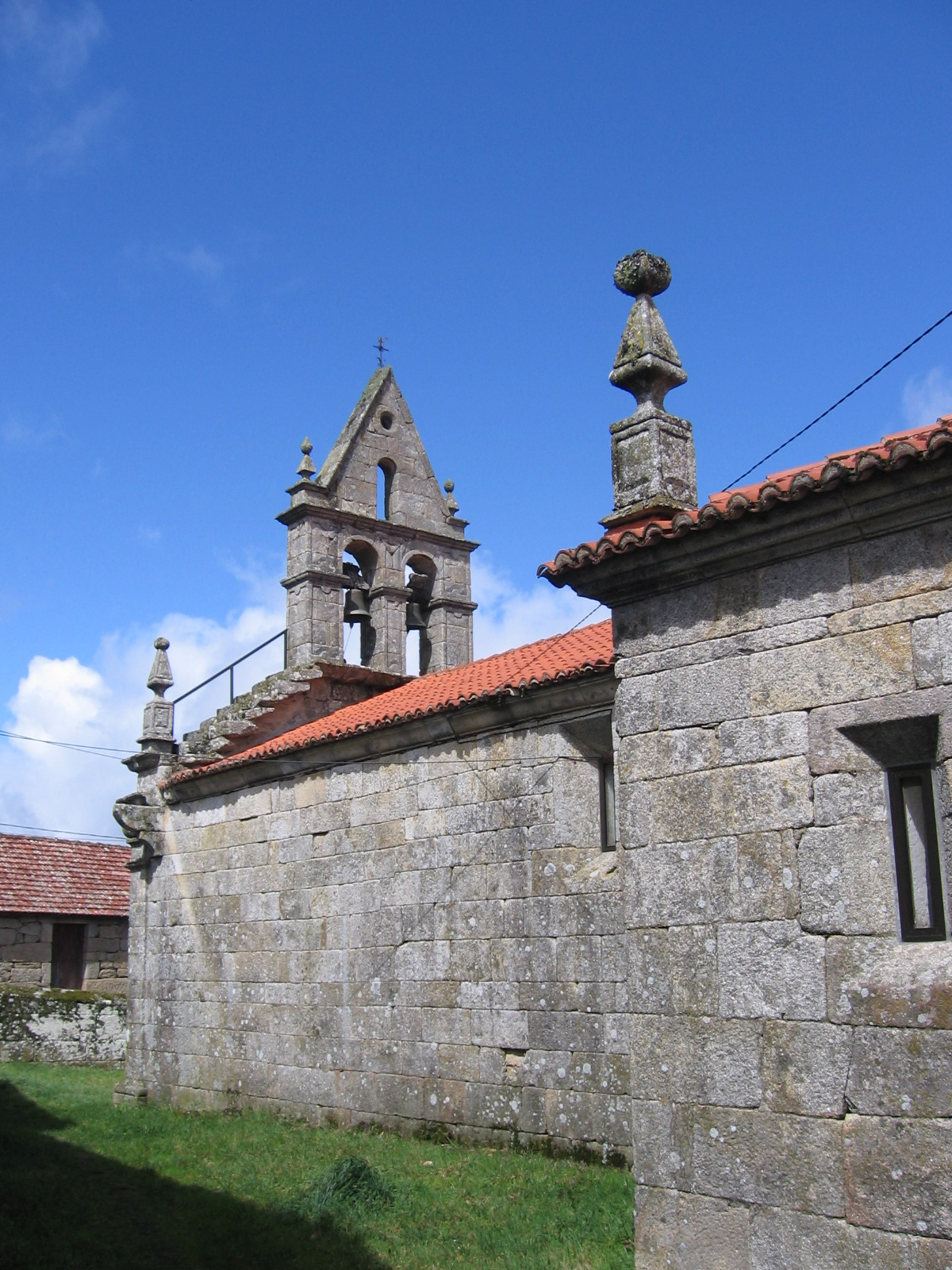
Église de la paroisse de Rubiás dos Mixtos.